# 九龍巴士271A線
九龍巴士271A線是香港一條新界巴士路線，由九龍巴士（一九三三）有限公司營辦，於2024年7月15日起投入服務，來往富蝶總站及尖沙咀東（麼地道），途經大埔那打素醫院、大埔舊墟、青沙公路、大角咀及旺角西，只於星期一至五（公眾假期除外）繁忙時間分別提供去程及回程服務。

## 歷史
為配合富蝶邨發展，運輸署於2023年建議開辦繁忙時間路線，來往富蝶邨及尖沙咀東（麼地道），途經大埔那打素醫院及大埔舊墟後，取道吐露港公路、青沙公路往返大角咀、旺角西及尖沙咀，並以招標的形式遴選營辦商。
2023年9月，運輸署把此路線的專營權批予九巴，編號為「271A」。大埔富蝶邨第二期於2024年起陸續入伙，但至同年6月時仍然只得兩條區內路線（九龍巴士72K線及新界區專線小巴24線）服務該邨居民，九巴則指需待邨內公共交通總站啟用才能開辦此路線。隨著富蝶邨公共交通總站於年7月14日啟用，此路線亦於翌日起投入服務。

## 服務時間及班次
271A線每個方向於星期一至五繁忙時間在固定時間開出一班常規班次，星期六、日及公眾假期不設服務，列表如下：
| 富蝶總站開 | 尖沙咀東（麼地道）開 |
| ---------- | -------------------- |
| 08:30      | 18:00                |

## 收費
271A線全程收費為$12.1，並設有12歲以下小童及65歲或以上長者半價優惠，當中60歲－64歲香港居民、65歲或以上長者與合資格殘疾人士如以指定八達通繳付此線的車資，均可享有長者及合資格殘疾人士公共交通票價優惠計劃提供的$2票價優惠。乘客登車時需以現金或八達通卡繳付車資，不設找贖；而每位成人乘客可免費帶同最多兩名四歲以下而且不佔座位的兒童乘車。此外，乘客亦可透過多元化電子支付系統（e度嘟）繳付車資，乘客使用此付款方式不能享有與非九巴／龍運路線之轉乘優惠，亦不能享有「公共交通費用補貼計劃」及「長者及合資格殘疾人士乘車優惠計劃」。
271A線沿途單向分段收費如下：
| 上車地點＼落車地點 | 尖沙咀東（麼地道） | 富蝶總站 |
| ------------------ | ------------------ | -------- |
| 那打素醫院起       | $11.5              | $2.6     |
| 青沙公路轉車站     | $10.2              | $11.5    |
| 大角咀中匯街起     | $5.6               | 不適用   |
| 大埔公眾泳池起     | 不適用             | $5.2     |

## 行車路線
271A線由富蝶總站開出之班次途經彩蝶街、全安路、全安路巴士總站、全安路、頌雅路、汀角路、汀太路、大埔太和路、吐露港公路、大埔公路－沙田段、青沙公路、荔寶路、連翔道、海輝道、深旺道、櫻桃街、海泓道、匯民道、匯翔道、廣東道及梳士巴利道前往尖沙咀東（麼地道）；由尖沙咀東（麼地道）開出之班次途經麼地道、漆咸道南、梳士巴利道、九龍公園徑、廣東道、匯翔道、匯民道、海泓道、櫻桃街、深旺道、海輝道、連翔道、荔寶路、青沙公路、城門隧道公路、大埔公路－沙田段、吐露港公路、大埔太和路、汀太路、汀角路、頌雅路、全安路、全安路巴士總站、全安路及彩蝶街前往富蝶總站，具體停站請參考資訊框。